# Robert Shields
Reverend Robert Shields (17. května 1918 – 15. října 2007) byl protestantský kněz a středoškolský učitel z Daytonu ve Washingtonu (USA).
Pozoruhodný je především jako autor nejdelšího deníku na světě, který obsahuje asi 37,5 milionu slov a zaznamenává každých pět minut Shieldsova života od roku 1972 do roku 1997, kdy utrpěl mozkovou mrtvici. V roce 1999 daroval deník Washington State University pod podmínkou, že bude zveřejněn nebo i analyzován nejdříve padesát let po jeho smrti, několik úryvků však přesto bylo publikováno.
Podle úryvků, které jsou k disposici, tvoří deník převážně záznamy zdravotního charakteru (léky, tělesná teplota, krevní tlak apod.), záznamy snů (Shields se vždy po dvou hodinách spánku probouzel, aby mohl své sny přesně zaznamenat), podrobné záznamy o jídle, denních aktivitách, televizních pořadech, které sledoval, četbě knih a novin, korespondenci, finančních výdajích, modlitbách a náboženských cvičeních, pečlivě zapsané rozhovory s manželkou a přáteli.
Shields o svých denících prohlásil, že „pokud bude prozkoumán život jedince do hloubky, každou minutu každého dne, možná se dozvíme něco o všech lidech“.